# ハンバー川

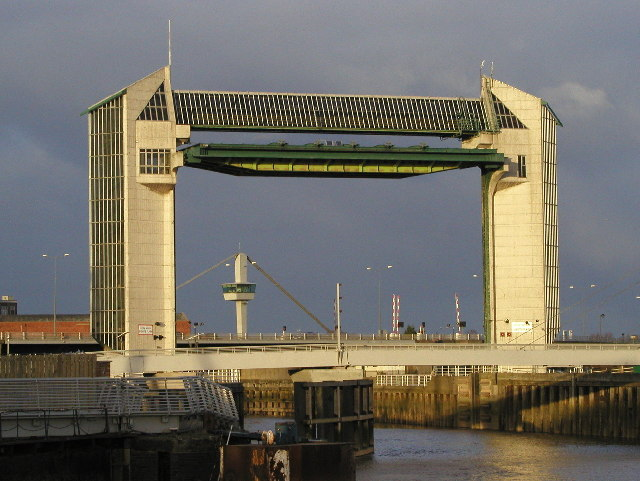
ハル川防潮水門。ハル川はここでハンバー川に流れ込む。

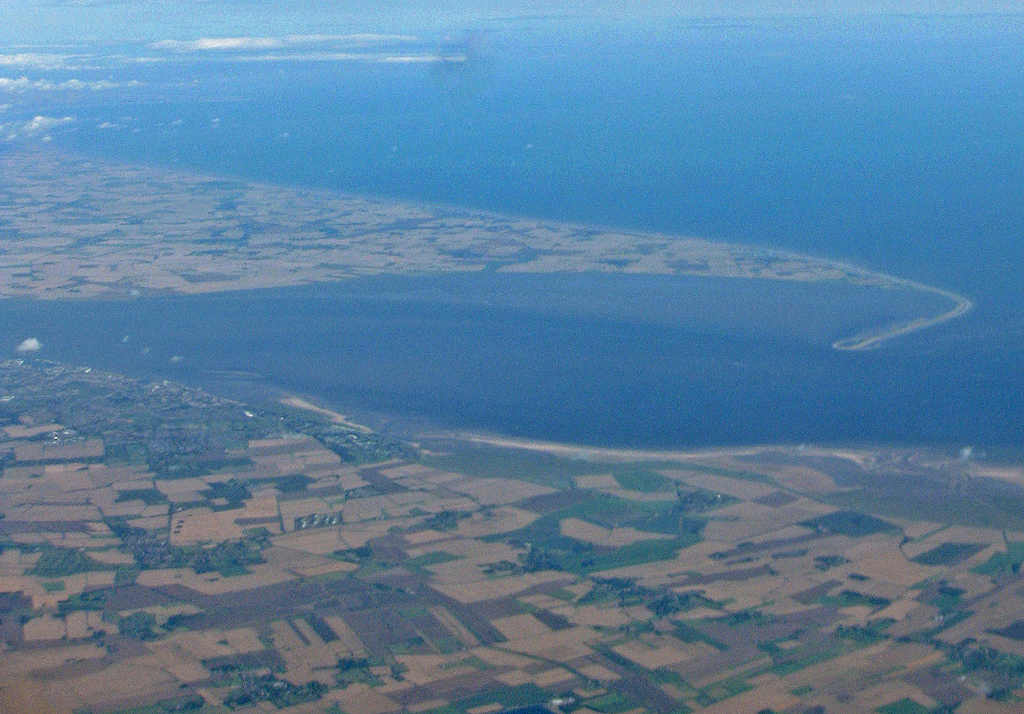
ノーザン・リンカンシャー上空から北東のハンバー三角江とスパーンヘッドを望む

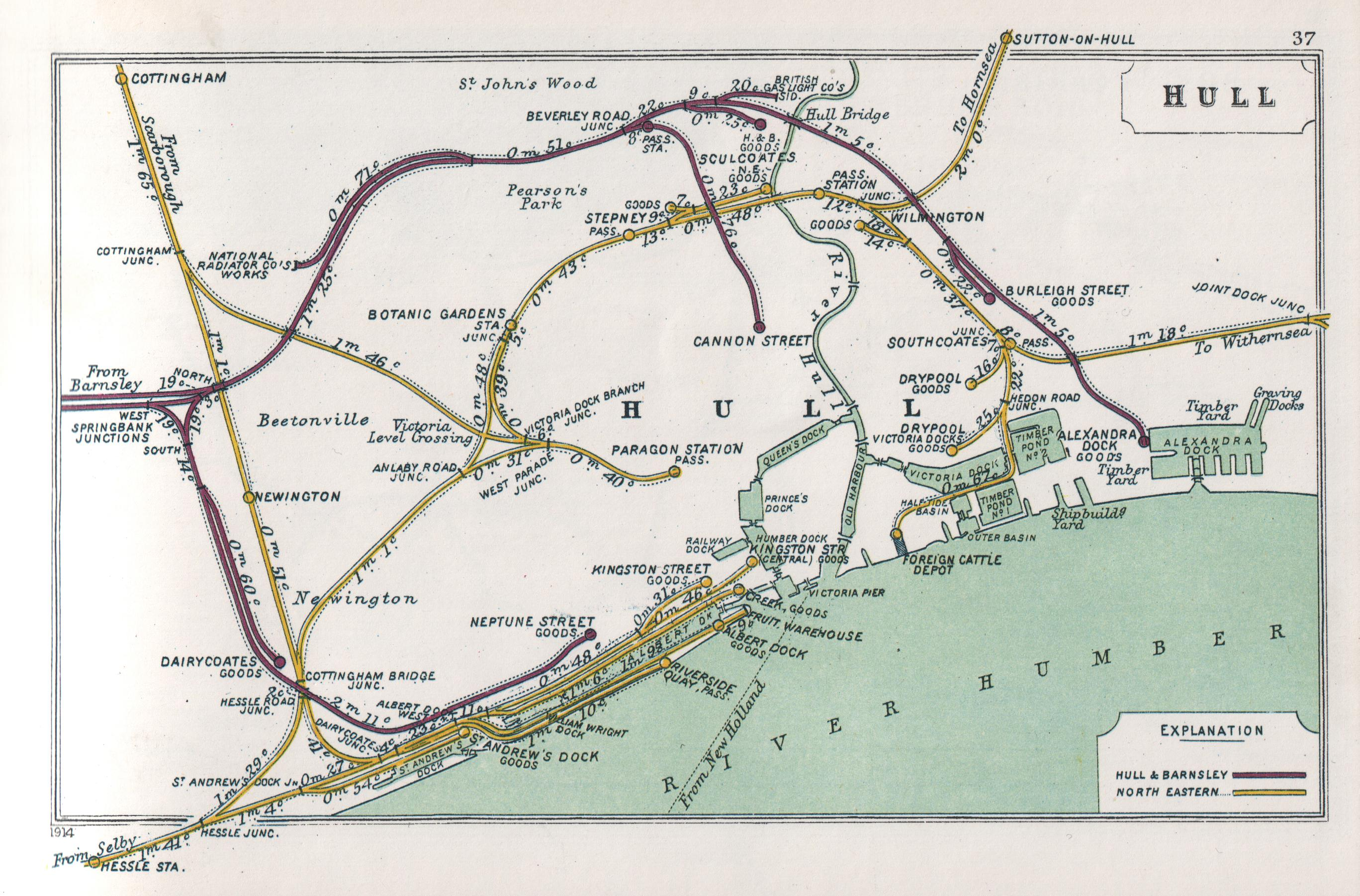
かつてのハル市周辺の交通網。鉄道のほか、ハンバー川を横断するフェリー航路や沿岸の港が載っている。

ハンバー川 (ハンバーがわ、英語: River Humber)または単にハンバー (英語: Humber [ˈhʌmbər])は、イギリス・イングランド北部の東海岸にある三角江。感潮河川のウーズ川とトレント川が合流するトレント・フォールズという地点から始まり、北海へ注いでいる。北岸はイースト・ライディング・オブ・ヨークシャー、南岸はリンカンシャーという2つのカウンティの境界を成している。
北側ではマーケット・ウェイトン運河と接続し、南側ではアンクホルム川が流入している。より下流では、北岸のキングストン・アポン・ハル（ここでハル川が流入する）と南岸のバートン＝アポン＝ハンバーの間に、建設当時世界一の長さを誇ったハンバー橋がかかっている。最終的には、北岸から延びる砂州スパーンヘッドの先端と南のクリーソープスの間を通って北海に至る。
ハンバー川内の主な港としてはハル港、グリムズビー港、インミンガム港、より小規模なものではニューホランドやノース・キリングホルム・ヘイヴンが挙げられる。水深が深く、喫水が最も深い部類の船舶でも航行可能である。小河川や運河を用いれば小船でかなり広い範囲の内陸部まで到達することができるが、その領域はテムズ川と比べれば4分の1程度である。

## 歴史
現在のハンバー川は海水に河水が合流する三角江であるが、海水面が低かった氷河時代には、現在北海に沈んでいる地域へと流れる川の一部として淡水が流れていた。
ハンバー川は古代ギリシアでもアブス (古代ギリシア語: Ἄβος),として知られていた。ローマ帝国では、マクシマ・カエサリエンシスとフラウィア・カエサリエンシスという2つの属州を隔てる重要な河川とされ、オケルム・プロモントリウム（スパーンヘッド）の先に広がるゲルマンの海（北海）へと船を出すための荷の積み下ろしが行われた。左岸にはローマ人がパリシ族と呼んだケルト人が住んでいたというが、中世の詩が伝えるところによれば、古代にもハンバー川沿岸に大規模な都市が建設されることはなかった。
アングロサクソン七王国時代には基本的にノーサンブリア王国の南の国境となった。ただし最盛期には、ノーサンブリアはハンバー川以南にも拡張している。現在のノーザン・リンカンシャーにあたる南岸にはリンジー王国が存在し、ノーサンブリアとマーシア王国の間の係争地帯となっていた。なおノーサンブリア（Northumbria）という名は、古英語のNorðhymbre、すなわち「ハンバーの北の人々」という意味が元になっている。
1719年に出版された冒険小説の主人公ロビンソン・クルーソーは、ハンバーを旅の出発点としている。
1974年から1996年までは、現在のイースト・ライディング・オブ・ヨークシャーとノーザン・リンカンシャーにあたる地域がまとまってハンバーサイドというカウンティを形成していた。
1921年8月23日、イギリスの飛行船R38がハンバー川のハル市近くに墜落し、49人の乗員のうち44人が死亡する大惨事となった。

## 渡河

### ハンバー橋
現在、ハンバー川を南北にわたれる唯一の手段となっているのがハンバー橋である。1981年に建設されたこの橋梁は、1998年まで世界最長の単径間吊橋であり、現在でも世界9位となっている。
ハンバー橋建設以前は、ピア・ステーション社が経営する外輪船が就航していた。航路はハルのヴィクトリア・ピアとニューホランド・ピア駅を結んでいた。1841年に蒸気船の運航が始まり、これを1848年にマンチェスター・シェフィールド・アンド・リンカンシャー鉄道が買収した。その後もその後継会社が、1981年にハンバー橋が開通するまでフェリーを運航していた。それまでは、鉄道客も自動車もフェリーを利用していた。
現在ハンバー橋が結んでいる線は、1281年のドゥームズデイ・ブックにも載っているヘズルとバートン＝アポン＝ハンバーを結ぶきわめて古い航路とかなり似通っている。このフェリー航路は、鉄道時代に突入した後の1856年まで運用されていたことが分かっている。その距離は1マイル (1.6 km)だった。

### 徒歩での横断
2005年8月、ハル出身のグラハム・ボーナス（Graham Boanas）という人物が、古代ローマ時代以来はじめて徒歩でハンバー川を渡ることに成功した。これは表皮水疱症治療を目的とした国際医療慈善団体DEBRAの宣伝および寄付金募集を目的としたチャレンジであった。彼は北岸のブラフを出発し、4時間かけて南岸のホイットンにたどり着いた。ボーナスは身長6フィート9インチ (2.06 m)という長身の持ち主で、比較的浅い部分を通ることで歩きとおすことができた。 この挑戦はテレビ番組「トップ・ギア」(シリーズ10エピソード6)で、アルファロメオ・159に乗ってハンバー川を内陸部から橋を使わず迂回する司会者ジェームズ・メイと競争する形式で実施された。

### 泳いでの渡河

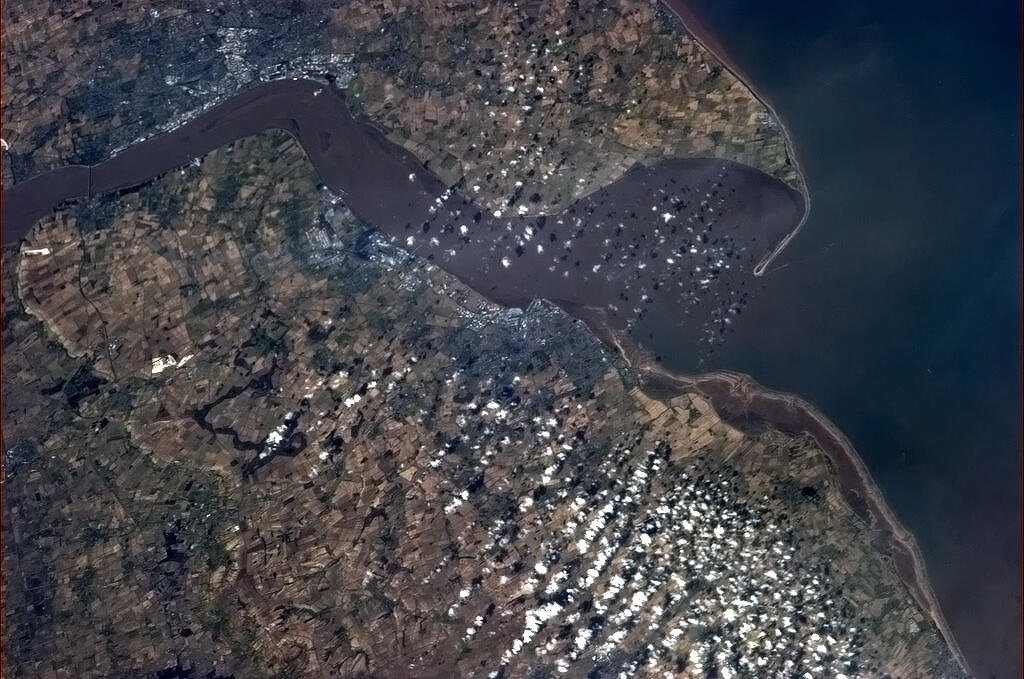
国際宇宙ステーションから見たハンバー川

1911年8月26日、アリス・モード・ボヤール（Alice Maud Boyall）が、女性で初めてハンバー川横断に成功した。彼女はハルに住む当時19歳の、ヨークシャー水泳チャンピオンだった。ハルを出発して50分かけてニューホランド・ピアに到達したが、この記録は当時の男性記録より6分だけ遅かった。
2011年、「ワーナーズ・ヘルス・ハンバー・チャリティー・ビジネス・スイム」という大会が設立された。これは、ヨークシャーの企業から12人の選手が出場し、ハンバー川の南岸から楕円軌道を通りハンバー橋の下を通って北岸を目指すというもので、総距離はおよそ1+1⁄2マイル (2.4 km)となっている.。これ以降、多人数でハンバー川を泳いで横断するイベントが毎年開催されており、そのたびにハンバーレスキュー隊の支援の下、あらかじめ選抜されたスイマーたちが「ポッド」に乗って選手たちのすぐ近くで並走するようになっている。
2019年の大会で、リチャード・ロイヤルが初めて両岸の往復に挑戦し、達成した。彼は北岸のHessleを出発し、南岸のバートンに到達して折り返して出発地に戻り、合計4,085 mを泳ぎ切った。なおロイヤルは、ハンバー川横断 (35分11秒)および往復(1時間13分46秒)両方の最速記録保持者である。

## 軍事
第一次世界大戦中、河口部にハンバー要塞が建設された。1914年に計画され、1915年に建設が始まったが、完成したのは戦後の1919年だった。イージントンには、ブル・サンズ要塞の対面にグッドウィン要塞あるいはキルンシー砲台という名の砲台が建設された。これらの要塞には第二次世界大戦時も兵員が駐留していたが、1956年に最終的に廃止された。
より上流部には、ナポレオン戦争期に建設されたポール要塞がある。ここの防衛拠点としての役割は20世紀初頭にサンクアイランド村の対岸に建造されたスターリングバラ砲台に取って代わられた。

## 語源
ヨーロッパの大部分の水名はケルト語に起源をもつ。ハンバーHumber という語についても、その語源として様々なケルト語・古ケルト語の言葉が提案されている。ケルト語の*com-*bero (coming together、ともに来たる)という語根は現代ウェールズ語では川の合流を指す言葉へと派生している。*cym(b)erからHumberへと派生する可能性については、グリムの法則でケルト・ゲルマン語でKからHへの音韻変化が起きることが提示されていることなどからも、肯定しうるものである。実際、ハンバー川は2つの大河が合流して形成されている。
ラテン語文献ではアブス(Abus)という記述がみられる。エドマンド・スペンサーの16世紀の作品『妖精の女王』にも、この名称が用いられている。これはおそらく、ケルト語のAber (現代ウェールズ語では河口もしくは三角州を意味する)がラテン語化され、ウーズ川とハンバー川を合わせて指す言葉になったものだろうと考えられている。AbusあるいはAberは、さらに遡ればより古いインド・ヨーロッパ祖語の「水」や「川」をあらわした言葉に通じるとされる。例えば南アジアのパンジャーブ地方は、ペルシア語の「5つの川」（panj ab）が語源であり、関連がみられる。また別の系統で、ラテン語で「覆う」という意味のabdoや「影で覆う」を意味するumbroから「暗い川」とか「黒い川」という意味に発展し、後の時代のラテン語名となるHumbre/Humbri/Umbri といった言葉もこれに由来しているとする説もある。
中世には、ハンバー川はHumbre (アングロサクソン語)、Hwmyr (ウェールズ語)、Humbri (俗ラテン語与格)/Umbri (古典ラテン語与格)などと呼ばれた。ヘレフォードシャーやウスターシャーに"Humber Brook"、"Humber Court"といった地名があることから、*humbr-という語根はそれ自体に「川」という意味がある、もしくはケルト人侵入以前のブリテンで話されていた語に起源をもつとする可能性がある (ウスターシャーのTardebigge村の語源も同様の説が提示されている)。一方で、ケルト祖語で海峡や川を意味したとされる*ambri-と、「良い」という意味の接頭辞*su-（ウェールズ語では*hy-に変化）に由来する可能性もある。
ハンバー川について初めて説明を加えたのは、12世紀にジェフリー・オブ・モンマスが書いた偽史『ブリタニア列王史』である。ジェフリーによれば、ブリテン王の祖ブルータスの息子たちの時代に「フンのハンバー」（Humber the Hun）という者がブリテン島に侵攻し、最終的に彼が溺死した場所であることから「ハンバー川」という名がついた、としている。
17世紀の詩人アンドルー・マーヴェルの詩"To His Coy Mistress"には、「ハンバーの流れ」という一節が含まれている。

## 生態系
沿岸にヨシ原、塩性湿地、汽水域の池、砂丘などがある。魚が豊富で、海から産卵のためヨークシャー、リンカンシャー、ダービーシャーの河川へ帰るためにハンバー川を通る魚も多い。サケ、ウシノシタ、タラ、ウナギ、ヒラメ、プレイス、ヤツメウナギ、サンドゴビーといったあらゆる魚がハンバーの三角江内で獲れる。また鳥の越冬地としても優秀な環境が整っており、サンカノゴイ、チュウヒ、コアジサシ、ソリハシセイタカシギなどの繁殖地およびハジロコチドリ、ミユビシギなどの生息地になっている。ハンバーの三角江にはハイイロアザラシの繁殖コロニーも存在しており、1994年にラムサール条約登録地となった。
2019年、ヨークシャー・ワイルドライフ・トラストとハル大学が、ハンバー川に60年ぶりにカキが戻ってきたことを報告した。

### 従属河川や運河
- ハル川
- トレント川
- ウーズ川 (ヨークシャー)
- ドン川 (サウス・ヨークシャー)
- エアー・カルダー水路
- アンクホルム川
- マーケット・ウェイトン運河